# Кобликов, Анатолий Николаевич
Анато́лий Никола́евич Ко́бликов (1907, Бологое, ныне Тверской области — 2 марта 1945, концлагерь Маутхаузен, Австрия) — Герой Советского Союза (21 марта 1940), полковник (1942), военный лётчик.

## Биография
Родился в 1907 году в городе Бологое ныне Тверской области в семье железнодорожника. Русский. В 1924 году окончил 7 классов школы, в 1928 году — школу ФЗУ. В 1924—1928 годах работал учеником ткача и ткацким подмастерьем, в 1928—1929 — инструктором производственного обучения ФЗУ на фабрике «Большевичка» в городе Вышний Волочёк (Тверская область). В 1931 году окончил 2 курса Московского автомобильно-дорожного института.
В армии с июня 1931 года. До декабря 1931 года обучался в Нижегородской пехотной школе. В марте 1933 года окончил Качинскую военную авиационную школу лётчиков, до апреля 1936 года был в ней лётчиком-инструктором. В 1939 году окончил командный факультет Военно-воздушной академии имени Н. Е. Жуковского. Служил военным комиссаром в 25-м истребительном авиационном полку. Участвовал во вступлении советских войск на территорию Западной Белоруссии в сентябре 1939 года.
Участник советско-финляндской войны 1939—1940 годов в должности военного комиссара 25-го истребительного авиационного полка. Совершил 41 боевой вылет на истребителе И-16 (из них 3 — в глубокий тыл противника).
За мужество и героизм, проявленные в боях, батальонному комиссару (майору) Кобликову Анатолию Николаевичу Указом Президиума Верховного Совета СССР от 21 марта 1940 года присвоено звание Героя Советского Союза с вручением ордена Ленина и медали «Золотая Звезда».
Продолжал службу в 25-м истребительном авиационном полку, в январе-июне 1941 года исполнял обязанности командира полка.
Участник Великой Отечественной войны с октября 1941 года в должности военного комиссара ВВС 44-й армии. В апреле 1942-феврале 1943 — военный комиссар 236-й истребительной авиационной дивизии. Воевал на Крымском и Северо-Кавказском фронтах. Участвовал в обороне Крыма и битве за Кавказ. В январе 1942 года был дважды ранен в районе Феодосии.
С апреля 1943 года — заместитель командира 203-й (с февраля 1944 — 12-й гвардейской) истребительной авиационной дивизии. Воевал на Воронежском, Степном, 2-м и 1-м Украинских фронтах. Участвовал в Курской битве, битве за Днепр, освобождении Правобережной Украины и Львовско-Сандомирской операции. Всего совершил около 50 боевых вылетов на истребителях И-16, МиГ-3 и Як-1, а также 285 вылетов на оперативные задания на самолётах Як-1, УТ-2 и У-2.
15 сентября 1944 года во время воздушного боя сбит над вражеской территорией (в 15 километрах южнее польского города Кросно). Попал в плен и был помещён в госпиталь для военнопленных в городе Ясло (Польша). Вскоре вместе с Героем Советского Союза И. М. Корниенко отправлен в Берлин. Категорически отверг предложения о сотрудничестве с гитлеровцами и был заключён в концентрационный лагерь Маутхаузен в Австрии. Расстрелян 2 марта 1945 года за организацию побега военнопленных.

## Награды
- Герой Советского Союза (21.03.1940);
- орден Ленина (21.03.1940);
- орден Красного Знамени (5.09.1943);
- орден Отечественной войны 1-й степени (16.10.1944);
- медаль «За боевые заслуги» (3.11.1944).

## Память
Его именем названы улицы в городах Бологое и Вышний Волочёк Тверской области.